# Cloroform
Cloroformul sau triclorometanul este o hidrocarbură clorurată cu formula chimică CHCl3. A fost descoperit în 1831 de Justus von Liebig, Samuel Guthrie și Eugène Soubeiran.

## Proprietăți
Triclorometanul este un lichid incolor, neinflamabil cu un miros dulceag. Are o densitate mai mare decât apa, fiind solubil numai în solvenți organici. Vaporii de cloroform determină prin inhalare pierderea cunoștinței și reducerea sensibilității la durere. Din cauza efectului toxic asupra inimii, ficatului și altor organe interne, în prezent nu mai este folosit ca narcotic. Se presupune că ar avea și un efect cancerigen. Cloroformul în prezența oxigenului la lumină se descompune formându-se fosgen, clor și acid hipocloros (HClO). Cloroformul existent în comerț este un amestec cu 0,5–1,0 % etanol ca stabilizator.

## Obținere
Pe scară industrială cloroformul se obține prin încălzirea la 400–500 °C a clorului cu metan sau clorură de metan, având loc o reacție de substituție:
{\displaystyle \mathrm {CH_{4}+Cl_{2}\longrightarrow CH_{3}Cl+HCl} }
{\displaystyle \mathrm {CH_{3}Cl+Cl_{2}\longrightarrow CH_{2}Cl_{2}+HCl} }
{\displaystyle \mathrm {CH_{2}Cl_{2}+Cl_{2}\longrightarrow CHCl_{3}+HCl} }
{\displaystyle \mathrm {CHCl_{3}+Cl_{2}\longrightarrow CCl_{4}+HCl} }
In final rezultă un amestec de cloruri de metan care se separă printr-o distilare fracționată.

## Utilizare
Cloroformul este folosit mai ales ca diluant și la producerea clorofluorocarburi care este răspunzător de formarea golurilor de ozon din straturile superioare ale atmosferei.
Cloroformul deuterizat, (CDCl3), fiind numit cloroform-deuteriu este utilizat în spectroscopia nucleară (NMR).

## Bioremedirea cloroformului
Unele bacterii anaerobe folosesc cloroformul pentru respirație, în procesul numit respirație organohalidă⁠(en)[traduceți], convertindu-l în diclormetan.

## Legături externe
- Chloroform "The Molecular Lifesaver" An article at Oxford University providing facts about chloroform.
- Concise International Chemical Assessment Document 58
- IARC Summaries & Evaluations: Vol. 1 (1972), Vol. 20 (1979), Suppl. 7 (1987), Vol. 73 (1999)
- NIST Standard Reference Database
- Story on Chloroform from BBC's The Material World (28 July 2005)
- Sudden Sniffer's Death Syndrome Arhivat în 25 aprilie 2012, la Wayback Machine. article at Carolinas Poison Center
- Calculation of vapor pressure, liquid density, dynamic liquid viscosity, surface tension of chloroform
- ChemSub Online: Chloroform – Methane, trichloro-